# Lagtävlingen i fälttävlan i ridsport vid olympiska sommarspelen 2012
Lagtävlingen i fälttävlan i ridsport vid olympiska sommarspelen 2012 var en av sex ridsportgrenar som avgjordes under de olympiska sommarspelen 2012. Alla tre moment av grenen avgjordes på de provisoriska banorna i Greenwich Park mellan den 28 juli och 31 juli. Den individuella fälttävlan avgjordes till största del parallellt med lagtävlingen. Straffpoängen från det inledande dressyrprovet räknades ihop med straffpoängen från terrängprovet och banhoppningsprovet för de tre bästa ryttarna i laget, varje lag fick maximalt ha fem ryttare.

## Medaljörer
| Gren | Guld                                                                           | Silver                                                                              | Brons                                                                                  |
| Lag  | Tyskland Peter Thomsen Dirk Schrade Ingrid Klimke Sandra Auffarth Michael Jung | Storbritannien Nicola Wilson Mary King Zara Phillips Kristina Cook William Fox-Pitt | Nya Zeeland Jonelle Richards Jonathan Paget Caroline Powell Andrew Nicholson Mark Todd |

## Kvalificering
För lagtävlingen fanns det från början totalt 11 platser tillgängliga, var av en var reserverad för värdlandet Storbritannien. Varje lag består av tre  till fem ekipage. Fem lagplatser fördelades till de fem bäst placerade länderna vid Ryttar-VM 2010 Lexington, Kentucky, Kanada, Nya Zeeland, USA, Tyskland och Belgien. Två platser fördelades vid Europamästerskapen i fälttävlan 2011 till Frankrike och Sverige. Två platser fördelades vid Panamerikanska spelen 2011 till Brasilien och Argentina, Argentina strök senare sitt lag. Från Asien, Oceanien och Afrika så kvalificerades ett lag Japan. Genom att kvalificera minst tre individuella ekipage från ett land så bildar även de ett lag, vilket Australien, Nederländerna och Irland klarade av. Totalt blev 13 lag kvalificerade.

## Resultat
| Pacering | Land           | Dressyr | Terräng | Hoppning |
| -------- | -------------- | ------- | ------- | -------- |
| 1        | Tyskland       | 119,1   | 124,7   | 133,7    |
| 2        | Storbritannien | 127     | 130,2   | 138,2    |
| 3        | Nya Zeeland    | 128,2   | 133,4   | 144,4    |
| 4        | Sverige        | 128,2   | 131,4   | 148,4    |
| 5        | Irland         | 152,1   | 178,8   | 184,8    |
| 6        | Australien     | 122,1   | 173,4   | 186,4    |
| 7        | USA            | 138,8   | 155,2   | 208,6    |
| 8        | Frankrike      | 142,9   | 177,7   | 230,6    |
| 9        | Brasilien      | 170,4   | 269,2   | 295,2    |
| 10       | Belgien        | 139     | 185,8   | 1134,1   |
| 11       | Nederländerna  | 154,5   | 1136,7  | 1161,7   |
| 12       | Japan          | 130,7   | 1191    | 1207     |
| 13       | Kanada         | 154,1   | 1177,4  | 2071,2   |

### Ställning efter dressyr
| Nation         | Individuellt resultat  | Individuellt resultat   | Individuellt resultat | Lagets straff | Lagets placering |
| Nation         | Ryttare                | Häst                    | Straff                | Lagets straff | Lagets placering |
| -------------- | ---------------------- | ----------------------- | --------------------- | ------------- | ---------------- |
| Tyskland       | Peter Thomsen          | Barny                   | 58,50                 | 119,10        | 1                |
| Tyskland       | Dirk Schrade           | King Artus              | 39,80                 | 119,10        | 1                |
| Tyskland       | Ingrid Klimke          | Butts Abraxxas          | 39,30                 | 119,10        | 1                |
| Tyskland       | Sandra Auffarth        | Opgun Luovo             | 40,00                 | 119,10        | 1                |
| Tyskland       | Michael Jung           | Sam                     | 40,60                 | 119,10        | 1                |
| Australien     | Christopher Burton     | HP Leilani              | 46,10                 | 122,10        | 2                |
| Australien     | Sam Griffiths          | Happy Times             | 45,40                 | 122,10        | 2                |
| Australien     | Andrew Hoy             | Rutherglen              | 41,70                 | 122,10        | 2                |
| Australien     | Lucinda Fredericks     | Flying Fish             | 40,00                 | 122,10        | 2                |
| Australien     | Clayton Fredericks     | Bendigo                 | 40,40                 | 122,10        | 2                |
| Storbritannien | Nicola Wilson          | Opposition Buzz         | 51,70                 | 127,00        | 3                |
| Storbritannien | Mary King              | Imperial Cavalier       | 40,90                 | 127,00        | 3                |
| Storbritannien | Zara Phillips          | High Kingdom            | 46,10                 | 127,00        | 3                |
| Storbritannien | Kristina Cook          | Miners Frolic           | 42,00                 | 127,00        | 3                |
| Storbritannien | William Fox-Pitt       | Lionheart               | 44,10                 | 127,00        | 3                |
| Sverige        | Linda Algotsson        | La Fair                 | 59,80                 | 128,20        | 4                |
| Sverige        | Ludvig Svennerstål     | Shamwari                | 43,70                 | 128,20        | 4                |
| Sverige        | Sara Algotsson Ostholt | Wega                    | 39,30                 | 128,20        | 4                |
| Sverige        | Niklas Lindbäck        | Keymaster               | 45,20                 | 128,20        | 4                |
| Sverige        | Malin Petersen         | Sofarsogood             | 60,40                 | 128,20        | 4                |
| Nya Zeeland    | Jonelle Richards       | Flintstar               | 56,70                 | 128,20        | 4                |
| Nya Zeeland    | Jonathan Paget         | Clifton Promise         | 44,10                 | 128,20        | 4                |
| Nya Zeeland    | Caroline Powell        | Lenamore                | 52,20                 | 128,20        | 4                |
| Nya Zeeland    | Andrew Nicholson       | Nereo                   | 45,00                 | 128,20        | 4                |
| Nya Zeeland    | Mark Todd              | Campino                 | 39,10                 | 128,20        | 4                |
| Japan          | Toshiyuki Tanaka       | Marquis de Plescop      | 55,00                 | 130,70        | 6                |
| Japan          | Takayuki Yumira        | Latina                  | 58,50                 | 130,70        | 6                |
| Japan          | Atsushi Negishi        | Pretty Darling          | 50,40                 | 130,70        | 6                |
| Japan          | Kenki Sato             | Chippieh                | 42,20                 | 130,70        | 6                |
| Japan          | Yoshiaki Oiwa          | Noonday de Conde        | 38,10                 | 130,70        | 6                |
| USA            | Boyd Martin            | Otis Barbotiere         | 50,70                 | 138,80        | 7                |
| USA            | Karen O'Connor         | Mr, Medicott            | 48,20                 | 138,80        | 7                |
| USA            | Tiana Coudray          | Ringwood Magister       | 52,00                 | 138,80        | 7                |
| USA            | William Coleman        | Twizzel                 | 46,30                 | 138,80        | 7                |
| USA            | Phillip Dutton         | Mystery Whisper         | 44,30                 | 138,80        | 7                |
| Belgien        | Virginie Caulier       | Nepal du Sudre          | 48,30                 | 139,00        | 8                |
| Belgien        | Carl Bouckaert         | Cyrano Z                | 53,00                 | 139,00        | 8                |
| Belgien        | Marc Rigouts           | Dunkas                  | 50,70                 | 139,00        | 8                |
| Belgien        | Joris Vanspringel      | Lully des Aulnes        | 51,90                 | 139,00        | 8                |
| Belgien        | Karin Donckers         | Gazelle de la Brasserie | 40,00                 | 139,00        | 8                |
| Frankrike      | Denis Mesples          | Oregon de la Vigne      | 61,50                 | 142,90        | 9                |
| Frankrike      | Aurelien Kahn          | Cadiz                   | 55,90                 | 142,90        | 9                |
| Frankrike      | Lionel Guyon           | Nemetis de Lalou        | 50,90                 | 142,90        | 9                |
| Frankrike      | Donatien Schauly       | Ocarina du Chanois      | 44,40                 | 142,90        | 9                |
| Frankrike      | Nicolas Touzaint       | Hildago de L'Ile        | 47,60                 | 142,90        | 9                |
| Irland         | Michael Ryan           | Ballylynch Adventure    | 60,20                 | 152,10        | 10               |
| Irland         | Aoife Clark            | Master Crusoe           | 48,90                 | 152,10        | 10               |
| Irland         | Joseph Murphy          | Electric Cruise         | 55,60                 | 152,10        | 10               |
| Irland         | Camilla Speirs         | Portersize Just a Jiff  | 47,60                 | 152,10        | 10               |
| Irland         | Mark Kyle              | Coolio                  | 58,70                 | 152,10        | 10               |
| Kanada         | Michelle Mueller       | Amistad                 | 57,00                 | 154,10        | 11               |
| Kanada         | Hawley Bennett-Awad    | Gin & Juice             | 48,70                 | 154,10        | 11               |
| Kanada         | Peter Barry            | Kilrodan Abbott         | 61,70                 | 154,10        | 11               |
| Kanada         | Jessica Phoenix        | Exponential             | 54,80                 | 154,10        | 11               |
| Kanada         | Rebecca Howard         | Riddle Master           | 50,60                 | 154,10        | 11               |
| Nederländerna  | Tim Lips               | Oncarlos                | 51,70                 | 154,50        | 12               |
| Nederländerna  | Andrew Heffernan       | Millthyme Corolla       | 50,60                 | 154,50        | 12               |
| Nederländerna  | Elaine Pen             | Vira                    | 52,20                 | 154,50        | 12               |
| Brasilien      | Marcio Carvalho        | Josephine               | 58,50                 | 170,40        | 13               |
| Brasilien      | Serguei Fofanoff       | Barbara                 | 72,00                 | 170,40        | 13               |
| Brasilien      | Marcelo Tosi           | Eleda All Black         | 58,00                 | 170,40        | 13               |
| Brasilien      | Ruy Fonseca            | Tom Bombadill Too       | 53,90                 | 170,40        | 13               |

### Ställning efter cross-country
| Nation         | Individuellt resultat  | Individuellt resultat   | Individuellt resultat | Lagets straff | Lagets placering |               |
| Nation         | Ryttare                | Häst                    | Straff, cross-country | Lagets straff | Lagets placering | Totala straff |
| -------------- | ---------------------- | ----------------------- | --------------------- | ------------- | ---------------- | ------------- |
| Tyskland       | Peter Thomsen          | Barny                   | 5,20                  | 63,70         | 124,70           | 1             |
| Tyskland       | Dirk Schrade           | King Artus              | 10,80                 | 50,60         | 124,70           | 1             |
| Tyskland       | Ingrid Klimke          | Butts Abraxxas          | 0,00                  | 39,30         | 124,70           | 1             |
| Tyskland       | Sandra Auffarth        | Opgun Luovo             | 4,80                  | 44,80         | 124,70           | 1             |
| Tyskland       | Michael Jung           | Sam                     | 0,00                  | 40,60         | 124,70           | 1             |
| Storbritannien | Nicola Wilson          | Opposition Buzz         | 0,00                  | 51,70         | 130,20           | 2             |
| Storbritannien | Mary King              | Imperial Cavalier       | 1,20                  | 42,10         | 130,20           | 2             |
| Storbritannien | Zara Phillips          | High Kingdom            | 0,00                  | 46,10         | 130,20           | 2             |
| Storbritannien | Kristina Cook          | Miners Frolic           | 0,00                  | 42,00         | 130,20           | 2             |
| Storbritannien | William Fox-Pitt       | Lionheart               | 9,20                  | 53,30         | 130,20           | 2             |
| Sverige        | Linda Algotsson        | La Fair                 | 20,00                 | 79,80         | 131,40           | 3             |
| Sverige        | Ludvig Svennerstål     | Shamwari                | 0,40                  | 44,10         | 131,40           | 3             |
| Sverige        | Sara Algotsson Ostholt | Wega                    | 0,00                  | 39,30         | 131,40           | 3             |
| Sverige        | Niklas Lindbäck        | Keymaster               | 2,80                  | 48,00         | 131,40           | 3             |
| Sverige        | Malin Petersen         | Sofarsogood             | 0,80                  | 61,20         | 131,40           | 3             |
| Nya Zeeland    | Jonelle Richards       | Flintstar               | 6,00                  | 62,70         | 133,40           | 4             |
| Nya Zeeland    | Jonathan Paget         | Clifton Promise         | 4,80                  | 48,90         | 133,40           | 4             |
| Nya Zeeland    | Caroline Powell        | Lenamore                | 1,60                  | 53,80         | 133,40           | 4             |
| Nya Zeeland    | Andrew Nicholson       | Nereo                   | 0,00                  | 45,00         | 133,40           | 4             |
| Nya Zeeland    | Mark Todd              | Campino                 | 0,40                  | 39,50         | 133,40           | 4             |
| USA            | Boyd Martin            | Otis Barbotiere         | 3,60                  | 54,30         | 155,20           | 5             |
| USA            | Karen O'Connor         | Mr, Medicott            | 5,60                  | 53,80         | 155,20           | 5             |
| USA            | Tiana Coudray          | Ringwood Magister       | 25,60                 | 77,60         | 155,20           | 5             |
| USA            | William Coleman        | Twizzel                 | 36,40                 | 82,70         | 155,20           | 5             |
| USA            | Phillip Dutton         | Mystery Whisper         | 2,80                  | 47,10         | 155,20           | 5             |
| Australien     | Christopher Burton     | HP Leilani              | 0,00                  | 46,10         | 173,40           | 6             |
| Australien     | Sam Griffiths          | Happy Times             | Stryks                | 1000,00       | 173,40           | 6             |
| Australien     | Andrew Hoy             | Rutherglen              | 7,60                  | 49,30         | 173,40           | 6             |
| Australien     | Lucinda Fredericks     | Flying Fish             | 38,00                 | 78,00         | 173,40           | 6             |
| Australien     | Clayton Fredericks     | Bendigo                 | Stryks                | 1000,00       | 173,40           | 6             |
| Frankrike      | Denis Mesples          | Oregon de la Vigne      | 46,00                 | 107,50        | 177,70           | 7             |
| Frankrike      | Aurelien Kahn          | Cadiz                   | 39,60                 | 95,50         | 177,70           | 7             |
| Frankrike      | Lionel Guyon           | Nemetis de Lalou        | 20,00                 | 70,90         | 177,70           | 7             |
| Frankrike      | Donatien Schauly       | Ocarina du Chanois      | 7,20                  | 51,60         | 177,70           | 7             |
| Frankrike      | Nicolas Touzaint       | Hildago de L'Ile        | 7,60                  | 55,20         | 177,70           | 7             |
| Irland         | Michael Ryan           | Ballylynch Adventure    | Stryks                | 1000,00       | 178,80           | 8             |
| Irland         | Aoife Clark            | Master Crusoe           | 3,60                  | 52,50         | 178,80           | 8             |
| Irland         | Joseph Murphy          | Electric Cruise         | 4,80                  | 60,40         | 178,80           | 8             |
| Irland         | Camilla Speirs         | Portersize Just a Jiff  | Stryks                | 1000,00       | 178,80           | 8             |
| Irland         | Mark Kyle              | Coolio                  | 7,20                  | 65,90         | 178,80           | 8             |
| Belgien        | Virginie Caulier       | Nepal du Sudre          | 21,20                 | 69,50         | 185,80           | 9             |
| Belgien        | Carl Bouckaert         | Cyrano Z                | Stryks                | 1000,00       | 185,80           | 9             |
| Belgien        | Marc Rigouts           | Dunkas                  | 56,80                 | 107,50        | 185,80           | 9             |
| Belgien        | Joris Vanspringel      | Lully des Aulnes        | 12,80                 | 64,70         | 185,80           | 9             |
| Belgien        | Karin Donckers         | Gazelle de la Brasserie | 11,60                 | 51,60         | 185,80           | 9             |
| Brasilien      | Marcio Carvalho        | Josephine               | 42,80                 | 101,30        | 269,20           | 10            |
| Brasilien      | Serguei Fofanoff       | Barbara                 | Stryks                | 1000,00       | 269,20           | 10            |
| Brasilien      | Marcelo Tosi           | Eleda All Black         | 29,60                 | 87,60         | 269,20           | 10            |
| Brasilien      | Ruy Fonseca            | Tom Bombadill Too       | 46,40                 | 80,30         | 269,20           | 10            |
| Nederländerna  | Tim Lips               | Oncarlos                | 22,00                 | 73,70         | 1136,70          | 11            |
| Nederländerna  | Andrew Heffernan       | Millthyme Corolla       | 12,40                 | 63,00         | 1136,70          | 11            |
| Nederländerna  | Elaine Pen             | Vira                    | Stryks                | 1000,00       | 1136,70          | 11            |
| Kanada         | Michelle Mueller       | Amistad                 | 63,20                 | 120,20        | 1177,40          | 12            |
| Kanada         | Hawley Bennett-Awad    | Gin & Juice             | Stryks                | 1000,00       | 1177,40          | 12            |
| Kanada         | Peter Barry            | Kilrodan Abbott         | Stryks                | 1000,00       | 1177,40          | 12            |
| Kanada         | Jessica Phoenix        | Exponential             | 2,40                  | 57,20         | 1177,40          | 12            |
| Kanada         | Rebecca Howard         | Riddle Master           | Stryks                | 1000,00       | 1177,40          | 12            |
| Japan          | Toshiyuki Tanaka       | Marquis de Plescop      | 60,00                 | 115,00        | 1191,00          | 13            |
| Japan          | Takayuki Yumira        | Latina                  | Stryks                | 1000,00       | 1191,00          | 13            |
| Japan          | Atsushi Negishi        | Pretty Darling          | 25,60                 | 76,00         | 1191,00          | 13            |
| Japan          | Kenki Sato             | Chippieh                | Stryks                | 1000,00       | 1191,00          | 13            |
| Japan          | Yoshiaki Oiwa          | Noonday de Conde        | Stryks                | 1000,00       | 1191,00          | 13            |

### Ställning efter hoppningen
| Nation         | Individuellt resultat  | Individuellt resultat   | Individuellt resultat | Lagets straff | Lagets placering |               |
| Nation         | Ryttare                | Häst                    | Straff i hoppning     | Lagets straff | Lagets placering | Totala straff |
| -------------- | ---------------------- | ----------------------- | --------------------- | ------------- | ---------------- | ------------- |
| Tyskland       | Peter Thomsen          | Barny                   | 8,00                  | 71,70         | 133,70           | 1             |
| Tyskland       | Dirk Schrade           | King Artus              | 0,00                  | 50,60         | 133,70           | 1             |
| Tyskland       | Ingrid Klimke          | Butts Abraxxas          | 9,00                  | 48,30         | 133,70           | 1             |
| Tyskland       | Sandra Auffarth        | Opgun Luovo             | 0,00                  | 44,80         | 133,70           | 1             |
| Tyskland       | Michael Jung           | Sam                     | 0,00                  | 40,60         | 133,70           | 1             |
| Storbritannien | Nicola Wilson          | Opposition Buzz         | 4,00                  | 55,70         | 138,20           | 2             |
| Storbritannien | Mary King              | Imperial Cavalier       | 0,00                  | 42,10         | 138,20           | 2             |
| Storbritannien | Zara Phillips          | High Kingdom            | 7,00                  | 53,10         | 138,20           | 2             |
| Storbritannien | Kristina Cook          | Miners Frolic           | 1,00                  | 43,00         | 138,20           | 2             |
| Storbritannien | William Fox-Pitt       | Lionheart               | 0,00                  | 53,30         | 138,20           | 2             |
| Nya Zeeland    | Jonelle Richards       | Flintstar               | 9,00                  | 71,70         | 144,40           | 3             |
| Nya Zeeland    | Jonathan Paget         | Clifton Promise         | 4,00                  | 52,90         | 144,40           | 3             |
| Nya Zeeland    | Caroline Powell        | Lenamore                | 4,00                  | 57,80         | 144,40           | 3             |
| Nya Zeeland    | Andrew Nicholson       | Nereo                   | 0,00                  | 45,00         | 144,40           | 3             |
| Nya Zeeland    | Mark Todd              | Campino                 | 7,00                  | 46,50         | 144,40           | 3             |
| Sverige        | Linda Algotsson        | La Fair                 | 0,00                  | 79,80         | 148,40           | 4             |
| Sverige        | Ludvig Svennerstål     | Shamwari                | 8,00                  | 52,10         | 148,40           | 4             |
| Sverige        | Sara Algotsson Ostholt | Wega                    | 0,00                  | 39,30         | 148,40           | 4             |
| Sverige        | Niklas Lindbäck        | Keymaster               | 9,00                  | 57,00         | 148,40           | 4             |
| Sverige        | Malin Petersen         | Sofarsogood             | 6,00                  | 67,00         | 148,40           | 4             |
| Irland         | Michael Ryan           | Ballylynch Adventure    | Stryks                | 1000,00       | 184,80           | 5             |
| Irland         | Aoife Clark            | Master Crusoe           | 0,00                  | 52,50         | 184,80           | 5             |
| Irland         | Joseph Murphy          | Electric Cruise         | 0,00                  | 60,40         | 184,80           | 5             |
| Irland         | Camilla Speirs         | Portersize Just a Jiff  | Stryks                | 1000,00       | 184,80           | 5             |
| Irland         | Mark Kyle              | Coolio                  | 6,00                  | 71,90         | 184,80           | 5             |
| Australien     | Christopher Burton     | HP Leilani              | 4,00                  | 50,10         | 186,40           | 6             |
| Australien     | Sam Griffiths          | Happy Times             | Stryks                | 1000,00       | 186,40           | 6             |
| Australien     | Andrew Hoy             | Rutherglen              | 8,00                  | 57,30         | 186,40           | 6             |
| Australien     | Lucinda Fredericks     | Flying Fish             | 1,00                  | 79,00         | 186,40           | 6             |
| Australien     | Clayton Fredericks     | Bendigo                 | Stryks                | 1000,00       | 186,40           | 6             |
| USA            | Boyd Martin            | Otis Barbotiere         | Drog sig ur           | 1000,00       | 208,60           | 7             |
| USA            | Karen O'Connor         | Mr, Medicott            | 0,00                  | 53,80         | 208,60           | 7             |
| USA            | Tiana Coudray          | Ringwood Magister       | 11,00                 | 88,60         | 208,60           | 7             |
| USA            | William Coleman        | Twizzel                 | 2,00                  | 84,70         | 208,60           | 7             |
| USA            | Phillip Dutton         | Mystery Whisper         | 23,00                 | 70,10         | 208,60           | 7             |
| Frankrike      | Denis Mesples          | Oregon de la Vigne      | 19,00                 | 126,50        | 230,60           | 8             |
| Frankrike      | Aurelien Kahn          | Cadiz                   | 7,00                  | 102,50        | 230,60           | 8             |
| Frankrike      | Lionel Guyon           | Nemetis de Lalou        | 0,00                  | 70,90         | 230,60           | 8             |
| Frankrike      | Donatien Schauly       | Ocarina du Chanois      | Drog sig ur           | 1000,00       | 230,60           | 8             |
| Frankrike      | Nicolas Touzaint       | Hildago de L'Ile        | 2,00                  | 57,20         | 230,60           | 8             |
| Brasilien      | Marcio Carvalho        | Josephine               | 4,00                  | 105,30        | 295,20           | 9             |
| Brasilien      | Serguei Fofanoff       | Barbara                 | Stryks                | 1000,00       | 295,20           | 9             |
| Brasilien      | Marcelo Tosi           | Eleda All Black         | 10,00                 | 97,60         | 295,20           | 9             |
| Brasilien      | Ruy Fonseca            | Tom Bombadill Too       | 12,00                 | 92,30         | 295,20           | 9             |
| Belgien        | Virginie Caulier       | Nepal du Sudre          | 9,00                  | 78,50         | 1134,10          | 10            |
| Belgien        | Carl Bouckaert         | Cyrano Z                | Stryks                | 1000,00       | 1134,10          | 10            |
| Belgien        | Marc Rigouts           | Dunkas                  | Drog sig ur           | 1000,00       | 1134,10          | 10            |
| Belgien        | Joris Vanspringel      | Lully des Aulnes        | Drog sig ur           | 1000,00       | 1134,10          | 10            |
| Belgien        | Karin Donckers         | Gazelle de la Brasserie | 4,00                  | 55,60         | 1134,10          | 10            |
| Nederländerna  | Tim Lips               | Oncarlos                | 13,00                 | 86,70         | 1161,70          | 11            |
| Nederländerna  | Andrew Heffernan       | Millthyme Corolla       | 12,00                 | 75,00         | 1161,70          | 11            |
| Nederländerna  | Elaine Pen             | Vira                    | Stryks                | 1000,00       | 1161,70          | 11            |
| Japan          | Toshiyuki Tanaka       | Marquis de Plescop      | 4,00                  | 119,00        | 1207,00          | 12            |
| Japan          | Takayuki Yumira        | Latina                  | Stryks                | 1000,00       | 1207,00          | 12            |
| Japan          | Atsushi Negishi        | Pretty Darling          | 12,00                 | 88,00         | 1207,00          | 12            |
| Japan          | Kenki Sato             | Chippieh                | Stryks                | 1000,00       | 1207,00          | 12            |
| Japan          | Yoshiaki Oiwa          | Noonday de Conde        | Stryks                | 1000,00       | 1207,00          | 12            |
| Kanada         | Michelle Mueller       | Amistad                 | Drog sig ur           | 1000,00       | 2071,20          | 13            |
| Kanada         | Hawley Bennett-Awad    | Gin & Juice             | Stryks                | 1000,00       | 2071,20          | 13            |
| Kanada         | Peter Barry            | Kilrodan Abbott         | Stryks                | 1000,00       | 2071,20          | 13            |
| Kanada         | Jessica Phoenix        | Exponential             | 14,00                 | 71,20         | 2071,20          | 13            |
| Kanada         | Rebecca Howard         | Riddle Master           | Stryks                | 1000,00       | 2071,20          | 13            |

## Bildgalleri

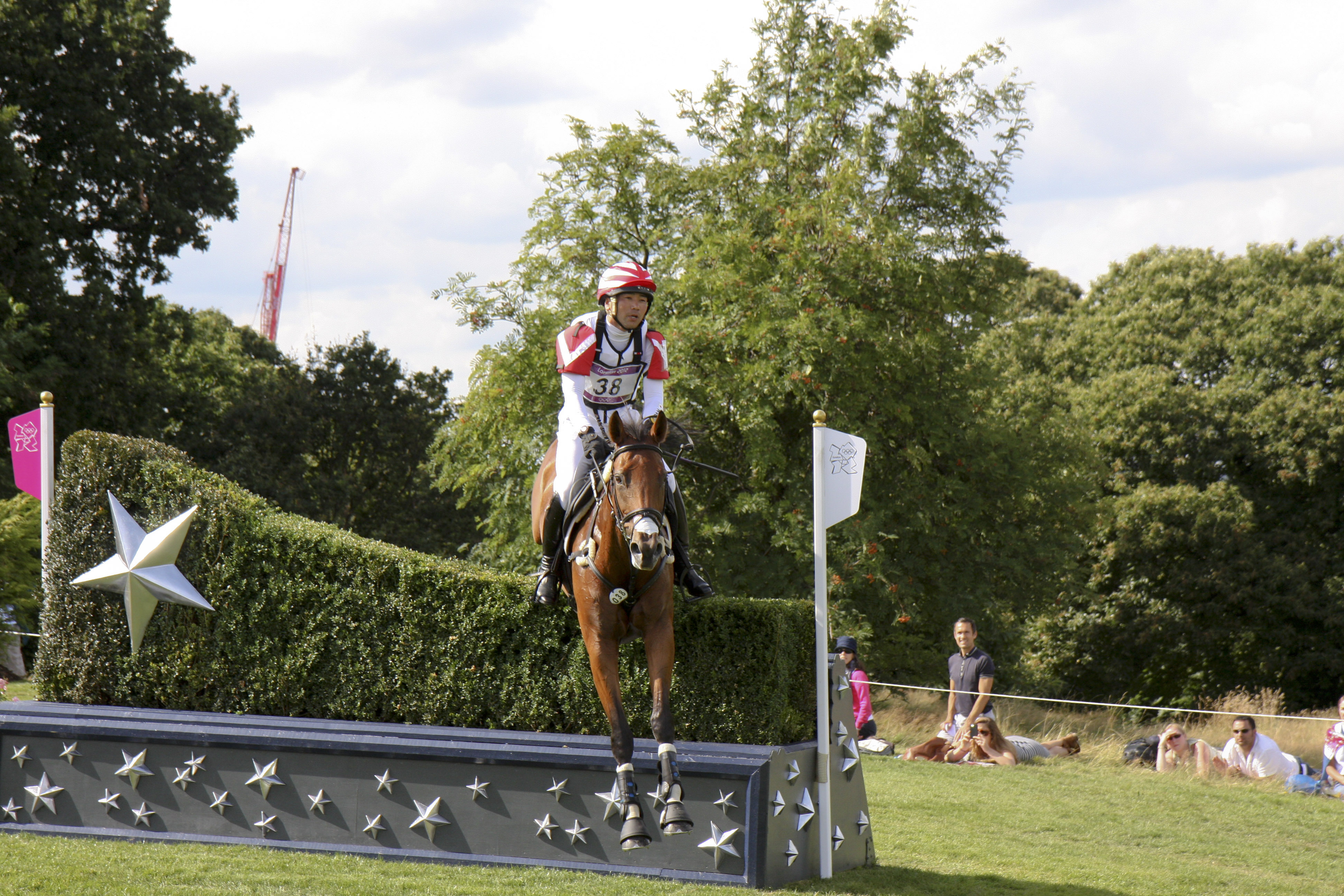
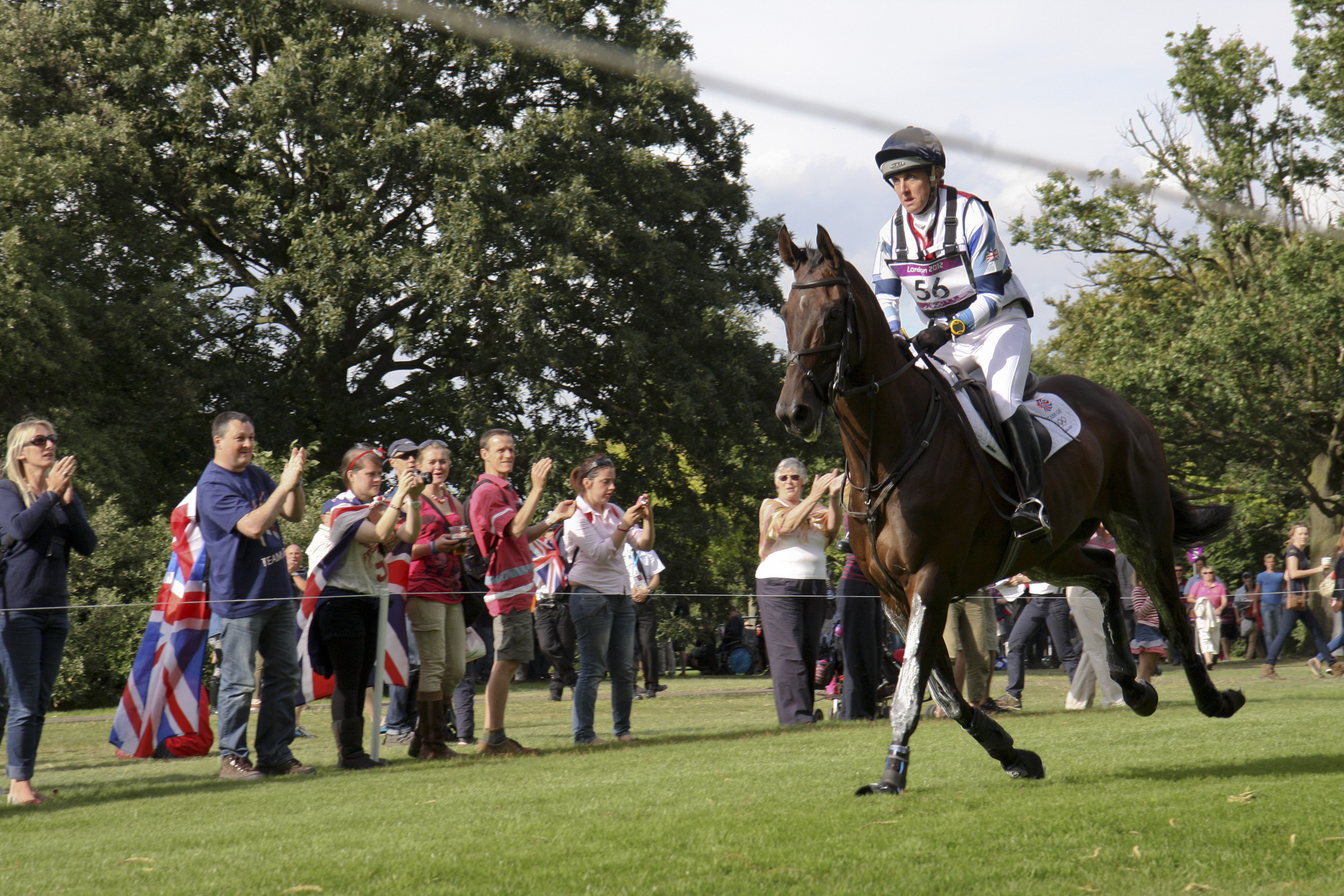
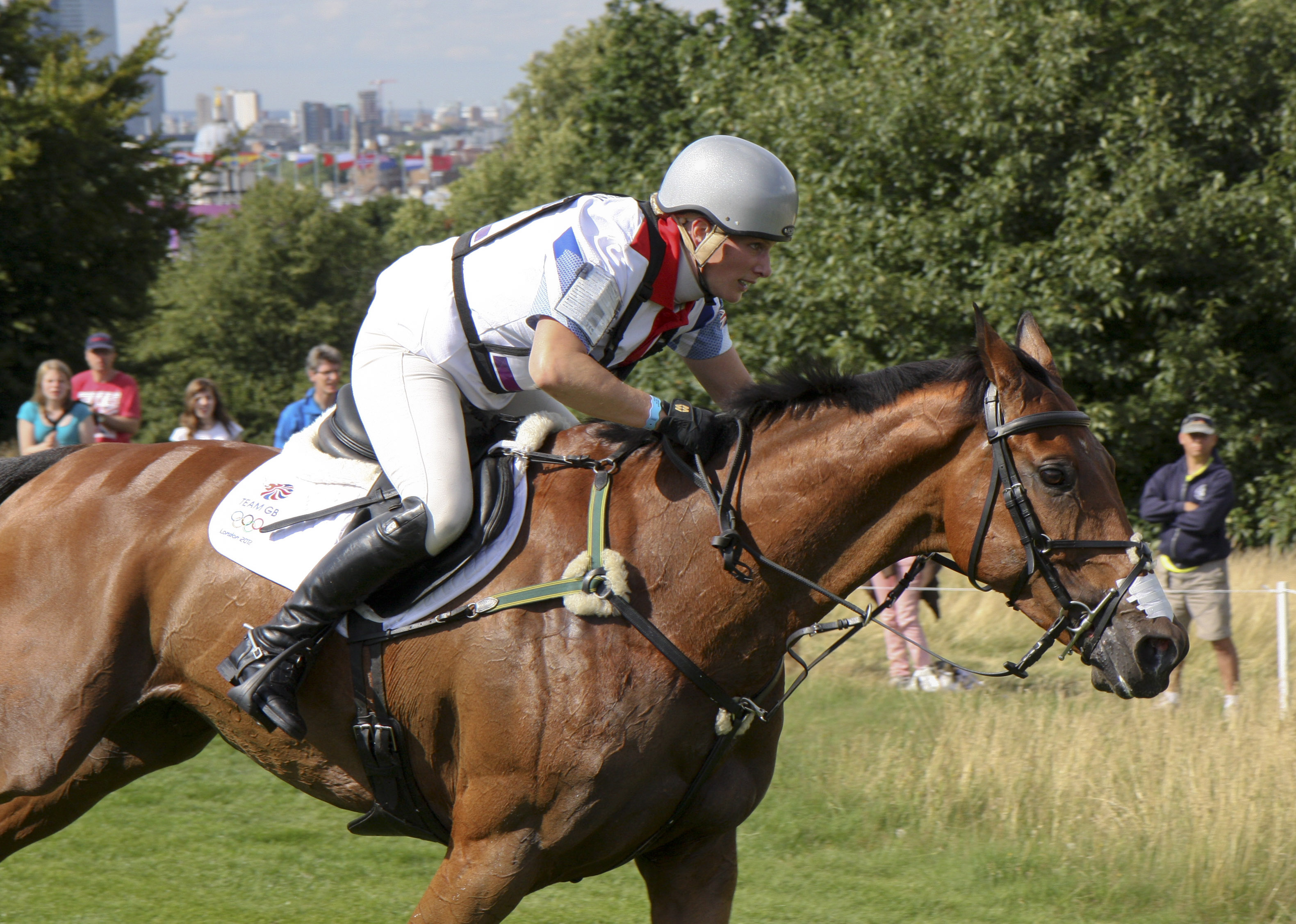
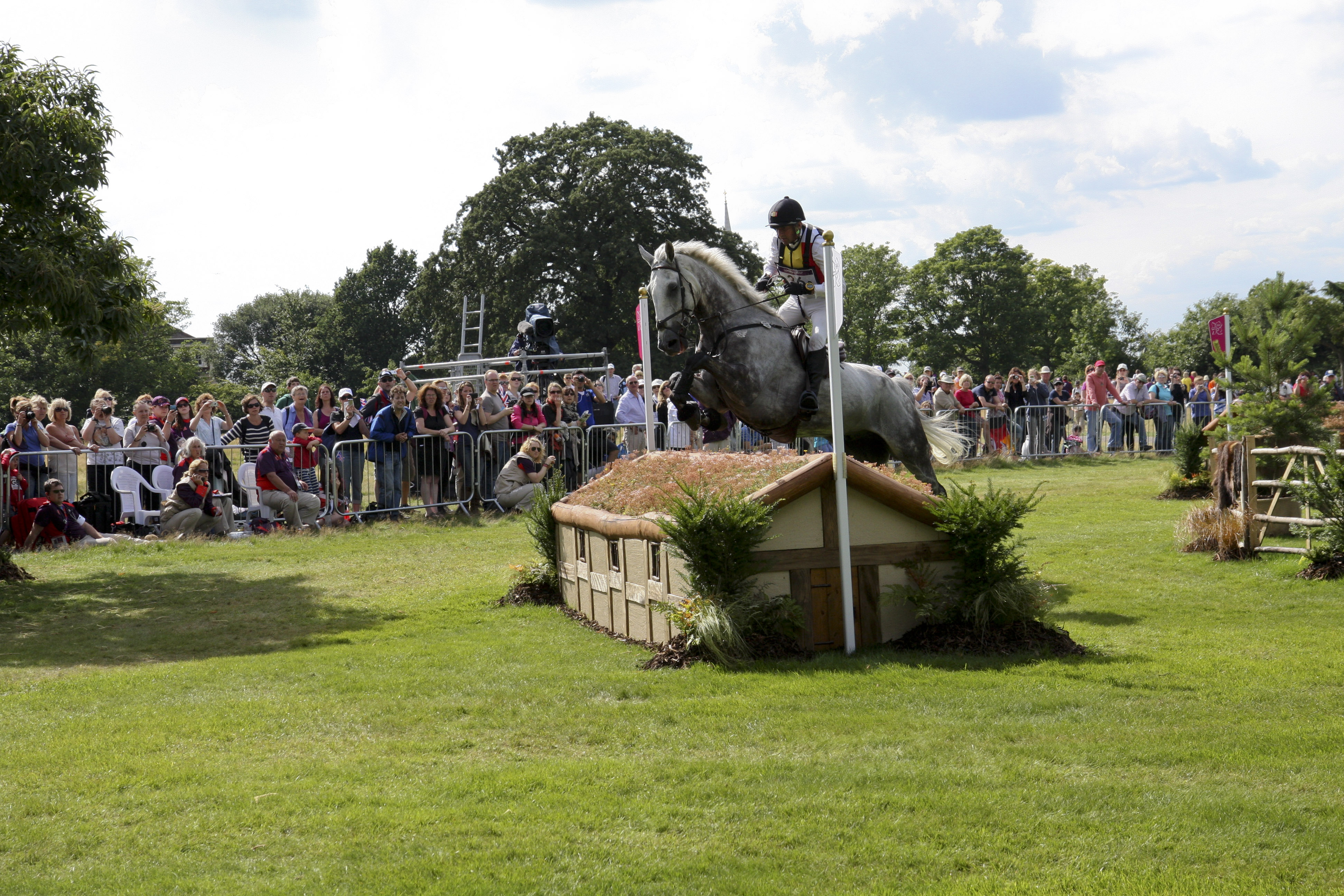

- Wikimedia Commons har media som rör Lagtävlingen i fälttävlan i ridsport vid olympiska sommarspelen 2012.